# Карелијска митрополија
Карелијска митрополија (рус. Карельская митрополия) митрополија је Руске православне цркве.
Образована је одлуком Светог синода од 29. маја 2013, а налази се у оквиру граница Републике Карелије. У њеном саставу се налазе двије епархије: Петрозаводска и Костомукшка.